# Notarctia autholea
Notarctia autholea là một loài bướm đêm thuộc phân họ Arctiinae, họ Erebidae.